# Peacock Sound
Peacock Sound är ett sund i Antarktis. Det ligger i Västantarktis. Inget land gör anspråk på området.